# Gabriel Arcand
Gabriel Arcand (Deschambault, 4 juni 1949) is een Canadees acteur. Hij is de broer van regisseur Denys Arcand. In 1985 won hij de Genie Award voor de Beste Hoofdrol voor zijn rol in Le Crime d'Ovide Plouffe.
- Bibliothèque nationale de France: cb140236057 (data)
- Gemeinsame Normdatei: 142906298
- International Standard Name Identifier: 0000 0003 7452 9970
- Library of Congress Control Number: no2007065327
- Système universitaire de documentation: 179016210
- Virtual International Authority File: 32196759
- WorldCat: E39PBJdGKGbFtgxt9hG8rHtVG3